# Xylosciara krivosheinae
Xylosciara krivosheinae är en tvåvingeart som beskrevs av Werner Mohrig och Evgenia Antonova 1978. Xylosciara krivosheinae ingår i släktet Xylosciara och familjen sorgmyggor. Inga underarter finns listade i Catalogue of Life.